# Panegirista
Panegirista es lo mismo que un orador que hace o dice una oración retórica en alabanza de algún santo, rey o persona grande o esclarecida y familiarmente llamamos también panegirista al que alaba o hace el elogio de alguna persona o cosa y encomia sus acciones o cualidades.
En la antigüedad, tenían el nombre de panegiristas unos magistrados de las ciudades griegas encargados de presidir las fiestas solemnes que celebraban en honor de los dioses y de los emperadores y eran los que para hacerlas más solemnes antes de comenzarlas hadan un elogio de la divinidad o del emperador en obsequio del cual se solemnizaban.
En la misma alocución o arenga hacían un elogio del país y pueblo en donde se celebraban y en seguida hablaban de los sujetos que presidían los juegos. De esta alocución y del nombre de los panegiriarcos o panegíricos, nombre compuesto de dos voces griegas: todo y asamblea porque esta clase de discursos se pronunciaban en las reuniones de todo el pueblo, damos nosotros el de panegírico, como hemos dicho, a una pieza oratoria que se hace en elogio de alguno y el de panegirista al que la compuso o la pronunció.